# ヤエムグラ属
ヤエムグラ属（ヤエムグラぞく、学名：Galium、和名漢字表記：八重葎属）は、アカネ科に属する611属のうちの、アカネ亜科の属の1つ。

## 分類
ヤエムグラ属は2014年の時点でアカネ連の大部分の属をその系統の中に含む側系統群であるとされ、将来的に属の範囲付けを大幅に変更せざるを得ないとされる。

## 特徴
草本で、一年草、越年草または多年草になる。茎は直立、斜上し、またはつる性になり、4稜がある。葉は節ごとに対生する本来の2個の葉と、2-8個からなる葉と同形の托葉からなり、4個-多数個の葉が輪生しているように見える。花序は散集花序になり、茎先や葉腋につけて、ふつう多数の花をつけるが、ときに1-数個のものや枝が多く分枝して円錐状となるものもある。萼は鐘形となり、萼裂片はほとんどない。花冠はふつう杯形で、まれに漏斗形か狭鐘形になり、ふつう4裂するがまれに3裂し、蕾時には敷石状になる。子房は2室あり、各室に1個の胚珠がある。花柱は先が短く2裂する。雄蕊はふつう4個まれに3個あり、ふつう花冠の基部に付着する。果実は乾いた2個の分果からなり、分果の表面は無毛で平滑なもの、点状突起がありザラザラしたもの、先が鉤状に曲がった長い毛が密生するものがあり、さまざまである。

## 分布
世界に約400種あり、日本には21種分布し、数種の帰化種が確認されている。

## 学名の由来
属名 Galium はギリシャ語で、ギリシャ古名 "galion" からとたれた。"gala" とは「乳」の意味で、牛乳を凝固させチーズを作る際に、本属のカワラマツバを使用したことからつけられた。

## 種
和名、学名はYListから。特に記載のないものは多年草。

### 日本に分布する種
- エゾキヌタソウ Galium boreale L. var. kamtschaticum (Maxim.) Maxim. ex Herder - 南千島、北海道、サハリン、千島列島、カムチャツカ半島に分布し、原野に生育する。茎は直立して、高さ30-70cmになり、まばらに短毛が生える。葉は4輪生して、3本の葉脈が目立ち、先は鈍頭で、両面に短毛が散生する。花期は7-8月。花冠は白色で円錐状の花序をつける。果実には曲がった長軟毛が宿存する。絶滅危惧II類(VU)[2]。
- ヒメヨツバムグラ Galium gracilens (A.Gray) Makino - 本州、四国、九州、朝鮮半島、中国大陸に分布し、日当たりのよい丘陵地などに生育する。茎は細く斜上して、長さ20-40cmになり、まれに刺状の小さな毛がある。葉は4輪生して、先は鋭頭、縁と裏面中脈に白短毛が生える。花期は5-6月。花冠は淡黄緑色で細い花序に数個の花をつける。果実にはごく短い突起状の毛がある[2]。
  - リュウキュウヨツバムグラ Galium gracilens (A.Gray) Makino var. lutchuense (Nakai) T.Yamaz. - 変種として琉球、台湾、中国大陸に分布する[2]。基本種と区別しない考えがある[7]。
- クルマムグラ Galium japonicum Makino - 北海道、本州、四国、九州、朝鮮半島に分布し、深山の林中に生育する。茎は直立し、高さ20-50cmになり、稜上に刺はない。葉はふつう6輪生して、先は鋭頭、縁に毛が生える。花期は6-7月。花冠は白色で茎の上部に集散花序をつけ数個から10数個の花をつける。果実には長い鉤状毛が密生する[2]。
- オオバノヨツバムグラ Galium kamtschaticum Steller ex Roem. et Schult. var. acutifolium H.Hara - 南千島、北海道、本州、四国、サハリン、千島列島に分布し、亜高山の針葉樹林内に生育する。茎は直立し、高さ20-40cmになり、無毛。葉は4輪生して、先は鋭尖頭または円頭凸端、縁と葉脈に毛が生え、3本の太い葉脈が目立つ。花期は6-7月。花冠は黄緑色で、茎の上部や葉腋に集散花序をつけまばらに花をつける。果実には長い鉤状毛が密生する[2]。
  - エゾノヨツバムグラ Galium kamtschaticum Steller ex Roem. et Schult. var. kamtschaticum - オオバノヨツバムグラの基本種。南千島、北海道、本州中北部、千島列島、サハリン、朝鮮半島、ウスリー、カムチャツカ半島、北アメリカに分布する。オオバノヨツバムグラと比べて全体が小型で、高さ10-20cmになる[2]。
  - ヤクシマムグラ Galium kamtschaticum Steller ex Roem. et Schult. var. minus Sugim. - エゾノヨツバムグラを基本種とする変種。屋久島固有の種で、高さ3-6cm[2]。
- キクムグラ Galium kikumugura Ohwi - 日本固有種[8]。北海道、本州、四国、九州に分布し、山地の林縁などに生育する。茎はやわらかく、斜上して、長さ20-40cmになり、毛はない。葉は4輪生して、先は円頭凸端、縁にのみ剛毛が生える。花期は5-6月。花冠は白色で花序に1-3個の花をつける。花柄の基部に小型の葉状の苞があるのが特徴。果実には鉤状の短毛が密生する[2][9]。
- キヌタソウ Galium kinuta Nakai et H.Hara - 本州、四国、九州、中国大陸に分布し、山地の林縁に生育する。茎は直立して、高さ30-60cmになり、毛はない。葉は4輪生して、3本の葉脈が目立ち、先は鈍尖頭または尾状に長くとがり、縁と葉脈に短毛が生える。花期は7-9月。花冠は白色で円錐状の集散花序をつけ、まばらに多数の花をつける。果実は無毛[2][9]。
- エゾムグラ Galium manshuricum Kitag. - 北海道（東部）、朝鮮半島（北部）、中国大陸（東北部）、ウスリーに分布し、湿地に生育する。茎は横に広がって斜上し、長さ20-40cmになり、稜上に下向きの刺がまばらに生える。葉は5-6輪生して、先は凸頭で先端は刺状突起となり、縁と中脈に下向きの刺状毛が生える。花期は7-8月。花冠は白色で、茎の上部や葉腋から細い花序をだし、まばらに10個内外の花をつける。果実には曲がった短ごく短い毛が密生する。絶滅危惧II類(VU)[2]。
- ミヤマキヌタソウ Galium nakaii Kudô ex H.Hara -日本固有種[8]。南千島（国後島）、本州の東北地方、北海道にまれに見られ、亜高山の岩地に生育する。茎は直立して、高さ15-30cmになり、短毛がまばらに生えるか、無毛。葉は4輪生して、先は鋭頭であるが尾状にはならない。3本の葉脈が目立ち、縁と葉脈上に短毛が散生する。花期は7-8月。花冠は黄緑色で、茎の上部に短い花序を出して少数の花をつける。果実には上方に曲がったごく短い毛が生える[2]。
- ヤブムグラ Galium niewerthii Franch. et Sav. -日本固有種[8]。東京都、千葉県、神奈川県などの関東地方南部にまれに見られ、丘陵地に生育する。茎は細く、つる状に伸びて、長さ40-60cmになり、無毛。葉は4-5個輪生して、先は円頭凸端、縁にわずかに刺状毛が生える。花期は7-8月。花冠は白色で、枝先と葉腋から細長い花序を出し、数個の花をつける。花柄はごく細い。果実は無毛。絶滅危惧II類(VU)[2]。
- クルマバソウ Galium odoratum (L.) Scop. - 南千島、北海道、本州、朝鮮半島、サハリンからヨーロッパ、北アフリカに広く分布し、山地の林中に生育する。茎は直立して、高さ20-30cmになり、無毛。葉は6-10輪生して、先は鋭頭、縁と裏面脈上に上向きの剛毛が生える。花期は5-7月。花冠は白色で漏斗状、茎先に集散花序を出し、4-12個の花をつける。果実には鉤状の長い毛が生える[2]。
- ミヤマムグラ Galium paradoxum Maxim. subsp. franchetianum Ehrend. et Schönb.-Tem. - 北海道、本州、四国、九州に、種としては、朝鮮半島、台湾、中国大陸、ヒマラヤ、シベリア東部に分布し、深山の林中に生育する。茎は直立して、高さ10-25cmになり、無毛。葉はふつう4輪生して、長さ4-12mmになる明確な葉柄があり、先は鋭頭、縁と縁周辺の表面に短い剛毛が生える。花期は7-8月。花冠は白色で、茎先に短い花序を出し、少数の花をつける。果実には鉤状の長い毛が生える[2]。
- ヤマムグラ Galium pogonanthum Franch. et Sav. - 本州、四国、九州、朝鮮半島に分布し、やや乾いた林中に生育する。茎は細く、直立して、高さ10-45cmになり、無毛。葉は4輪生して、先は鋭頭、縁と裏面中脈上に上向きの短毛が生える。葉は1対ずつ大きさが異なる。花期は5-6月。花冠は淡緑色で、茎先に細い花序を出し、数個の花をつける。果実には上向きに曲がった短毛がやや密に生える[2]。
  - オオヤマムグラ Galium pogonanthum Franch. et Sav. var. trichopetalum (Nakai) H.Hara - ヤマムグラを基本種とする変種で、本州（近畿地方）、四国に分布する。茎に開出毛があり、葉に毛が多い[2]。
  - ヤクシマヤマムグラ Galium pogonanthum Franch. et Sav. var. yakumontanum T.Yamaz. - ヤマムグラを基本種とする変種で、屋久島に固有の変種。基本種と比べ、全体に軟弱で、丈が低く、葉が広く小さい。花冠に毛がない[10]。
- オオバノヤエムグラ Galium pseudoasprellum Makino - 南千島（色丹島）、北海道、本州、四国、九州、朝鮮半島、中国大陸（東北部）に分布し、山地の日当たりのよい草地に生育する。茎はつる状に伸び、稜上には下向きの刺がまばらに生え、他の植物等にからまって、長さ1m以上になる。葉は4-6輪生して、先は円頭凸端または凸頭、縁と裏面脈上に下向きの刺状毛が生える。花期は7-8月。花冠は黄緑色で、枝先や葉腋から細長い花序を出し、多数の花をまばらにつける。果実には曲がった毛がやや密に生える[2]。
  - ビンゴムグラ Galium pseudoasprellum Makino var. bingoense Murata et Ezuka - オオバノヤエムグラの変種。広島県で見いだされた。基本種と比べやや繊細で、葉は4輪生しまれに5-6輪生する。葉先は円頭になる[11]。
- ウスユキムグラ Galium shikokianum Nakai - 日本固有種[12]。本州（関東地方南部以西）、四国、九州に分布し、山地の林縁に生育する。茎は直立して、高さは20-30cmになり、無毛。葉は4-5輪生し、先は鈍頭、基部に短い葉柄があり、縁や裏面葉脈上に斜上する短い剛毛が生える。花期は6-7月。花冠は白色で狭鐘形、茎先に短い集散花序を出し、2-6個の花をつける。果実は無毛[2]。
- ヤエムグラ Galium spurium L. var. echinospermon (Wallr.) Desp. - 一年草または越年草。北海道、本州、四国、九州、琉球に分布し、人家近くの荒地や藪などに生育する雑草として知られる。世界では、アジア、ヨーロッパ、アフリカに広く分布する。茎はよく分枝し、稜上には下向きの刺が生え、他の物に引っかかって、長さ60-90cmになる。葉は6-8輪生して、先は凸頭で刺状にとがり、縁と裏面中脈上に下向きの刺状毛が生える。花期は5-6月。花冠は黄緑色で、枝先や葉腋から花序を出し、1-2回分枝して小さな花をつける。果実には鉤状の刺がある[2]。
- ハナムグラ Galium tokyoense Makino - 東北地方南部、関東地方、中部地方にまれに見られ、朝鮮半島、中国大陸にも分布し、川岸の湿った草地などに生育する。茎は横に広がって斜上し、長さは20-40cmになり、稜上には下向きの刺がある。葉は4-6輪生し、先は円頭で先端はごく短くとがり、縁と裏面中脈上に下向きの刺状毛が生える。花期は5-7月。花冠は白色、茎先と葉腋から花序を出し、多数の花をつける。果実は無毛または微突起がある。絶滅危惧II類(VU)[2]。
- ヨツバムグラ Galium trachyspermum A.Gray - 北海道、本州、四国、九州、朝鮮半島、中国大陸に分布し、田畑のあぜや丘陵地の草地などに生育する。茎は下部で分枝して直立し、高さは20-50cmになり、無毛。葉は4輪生し、先は円頭凸端、縁と裏面に斜上する白毛が生える。花期は5-6月。花冠は淡黄緑色で、茎先や葉腋から短い花序を出し、数個の花を密集してつける。果実はごく短い鉤状に曲がった毛が生える[2]。
  - ケナシヨツバムグラ Galium trachyspermum A.Gray var. miltiorrhizum (Hance) T.Yamaz. - ヨツバムグラの亜種で、果実に鉤状毛がないものをいう[2]。
- ホソバノヨツバムグラ Galium trifidum L. subsp. columbianum (Rydb.) Hultén - 北海道、本州、四国、九州、朝鮮半島、中国大陸、極東ロシア、北アメリカに広く分布し、低地から亜高山までの湿地に生育する。茎は細く、斜上し、長さは20-50cmになり、稜上にごく少数の下向きの刺がある。葉は4-5輪生し、やや細長く、先は円頭、縁と裏面中脈上にわずかに下向きの刺状毛が生える。花期は6-8月。花冠は白色で3裂し、茎先や葉腋から花序を出し、2-5個の花をまばらにつける。果実は無毛[2]。
- オククルマムグラ Galium trifloriforme Kom. - 南千島、北海道、本州、四国、九州、朝鮮半島、中国大陸（北部・東北部）に分布し、深山の林中に生育する。茎は叢生して、斜上または直立し、高さ20-50cmになり、稜上に下向きの刺状毛が散生する。葉はふつう6輪生して、先は円頭凸端、裏面中脈に下向きの刺状毛が散生する。花期は6-7月。花冠は白色で、茎の上部に集散花序をつけ数個から10数個の花をつける。果実には鉤状毛が密生する[2][9][13]。
- ヤツガタケムグラ Galium triflorum Michx. - 日本では、本州中部の八ヶ岳と南千島、北海道にごくまれに見られ、深山の林中に生育する。世界では、ヨーロッパ、アメリカの温帯北部から亜寒帯に広く分布する。茎は横に広がって斜上し、長さ20-40cmになり、稜上に下向きの刺がある。葉はふつう6輪生して、先は鋭頭で先端は白い刺状になり、裏面中脈に下向きの刺状毛が生える。花期は7月。花冠は緑白色で、上部の葉腋にやや長い花序を出し、数個の花をつける。果実には長い鉤状毛が生える。絶滅危惧IA類(CR)[2]。
- キバナカワラマツバ Galium verum L. subsp. asiaticum (Nakai) T.Yamaz. 北海道、本州、四国、九州、朝鮮半島に分布し、日当たりのよい乾いた草地や土手などに生育する。茎は硬く、直立し、高さ30-80cmになり、やわらかい毛が生える。葉は8-10輪生して、線形で、先端に短い刺があり、やわらかい毛が生える。花期は7-8月。花冠は淡黄色で、茎先やの上部の葉腋から花枝を伸ばし、円錐状の集散花序をつけ、多数の花を密につける。果実は無毛[2]。
  - カワラマツバ Galium verum L. subsp. asiaticum (Nakai) T.Yamaz. var. asiaticum Nakai f. lacteum (Maxim.) Nakai - キバナカワラマツバの花色が白色の品種[2]。
  - エゾノカワラマツバ Galium verum L. subsp. asiaticum (Nakai) T.Yamaz. var. trachycarpum DC. - 南千島、北海道、本州、シベリアからヨーロッパに広く分布し、花が黄色で、果実に毛が密に生えるもの[2]。
  - チョウセンカワラマツバ Galium verum L. subsp. asiaticum (Nakai) T.Yamaz. var. trachycarpum DC. f. album Nakai - エゾノカワラマツバの花色が白色のもの[2]。

### 日本における帰化種
- シラホシムグラ Galium aparine L. - 越年草。ヨーロッパ原産で、最初に千葉県で採集され、大阪府、兵庫県、香川県などで確認されている。茎の稜上に下向きの短い刺がある。葉は6-8輪生する。花期は4-6月。花冠は白色で小さい花をまばらにつける。果実には鉤状の刺が密生する[14]。
- コメツブヤエムグラ Galium divaricatum Pourr. ex Lam. - 多年草。ヨーロッパ原産で、最初に神奈川県で採集され、埼玉県、千葉県などで確認されている。やや乾燥した草地に生える。茎は基部で多数分岐し、細く、斜上または直立し、高さ5-30cm、稜上にわずかに下向きの短い刺がある。葉は6-8輪生し、縁と中脈に上向きの刺状毛がある。花期は6-7月。花冠は径0.5-1mmとちいさく、内面は黄緑色、外面は橙色を帯びる。果実には鉤はないが小突起がある[5][14]。
- トゲナシムグラ Galium mollugo L. - 多年草。ヨーロッパ原産で、北海道、宮城県、山形県に知られる。開けた牧草地や生垣のわきなどに生育する。茎は叢生し、長さ30-150cmになり、ふつう無毛。はじめ直立するが、後に倒伏するか、つる状になる。葉は6-8輪生し、先は鋭頭で先端は急にとがる。花期は8-9月。花冠は白色または緑白色で、花序は茎の上部に集まり、多く分枝する。果実の表面は平滑となる[5]。
- トゲナシヤエムグラ Galium spurium L. var. spurium - ヤエムグラの分類上の基本種。ユーラシア大陸原産で[2]、日本では北海道で知られ、その後日本各地で知られるようになった。基本種には果実に鉤状の刺が密生するが、本変種には刺がなく平滑である[15]。
- ミナトムグラ Galium tricornutum Dandy - 一年草。ヨーロッパ原産で、静岡県と兵庫県に知られる。茎の高さは10-80cm、他のものによじ登るように茎が伸び、稜上に下向きの刺状毛がある。葉は6-8輪生し、先は鋭突頭で先端は針状突起となる。葉の縁と裏面中脈に茎と同じ刺状家がある。花期は4-9月。花冠は白色、黄白色または緑白色で、花柄の先端に1-3個の花をつける。果実には多数の乳頭状突起がある[5]。